# J. A. Vesely
Josef A. Vesely (* 21. Dezember 1901 in Wien; † 23. Dezember 1969 ebenda) war ein österreichischer Filmproduktionsleiter.

## Leben und Wirken
Vesely fand Ende der 1920er Jahre zum Film und war in den folgenden Jahren als Aufnahmeleiter an zahlreichen deutschen und österreichischen Produktionen beteiligt. 1936 zeichnete er erstmals als Produktionsleiter verantwortlich. Nach Kriegsende war er als Herstellungsleiter oder Produktionsleiter für verschiedene Filmfirmen tätig. Zuletzt arbeitete Vesely für das Deutsche Fernsehen.

## Filmografie
als Produktionsleiter oder Herstellungsleiter
- 1930: Die Tat des Andreas Harmer
- 1930: Vagabund
- 1933: Madame wünscht keine Kinder
- 1934: Das unsterbliche Lied
- 1936: Konfetti (Confetti)
- 1937: Sein letztes Modell
- 1937: Kapriolen
- 1937: Die unentschuldigte Stunde
- 1937: Florentine
- 1938: Dreizehn Stühle
- 1938: Der Optimist
- 1939: Das Abenteuer geht weiter
- 1939: Ein hoffnungsloser Fall
- 1939: Ich bin Sebastian Ott
- 1940: Ein Leben lang
- 1940: Operette
- 1944: Hundstage
- 1944: Am Vorabend
- 1944/48: Ulli und Marei
- 1944/49: Wiener Mädeln
- 1948: Die Frau am Weg
- 1950: Kind der Donau
- 1951: Das Herz einer Frau
- 1951: Frühling auf dem Eis
- 1952: Verlorene Melodie
- 1952: Abenteuer im Schloss
- 1952: Seesterne
- 1953: Eine Nacht in Venedig
- 1953: Die Regimentstochter
- 1954: Wiener Herzen (Der Komödiant von Wien)
- 1955: Don Giovanni
- 1956: Fidelio
- 1957: Der Bauerndoktor von Bayrischzell
- 1958: Nackt wie Gott sie schuf
- 1961: Immer wenn es Nacht wird
- 1966: Kostenpflichtig zum Tode verurteilt
- 1966: Geheimagent Tegtmeier (Fernsehserie, 6 Folge)